# Philornis mediana
Philornis mediana är en tvåvingeart som beskrevs av Márcia Souto Couri 1984. Philornis mediana ingår i släktet Philornis och familjen husflugor. Inga underarter finns listade i Catalogue of Life.